# 임다
임다(본명: 강기정, 1992년 2월 24일 ~ )는 아프리카TV BJ 겸 유튜브 임다TV운영자이다. 오프닝은 '아재개그 넘버 원 BJ임~다!'이다.
재밌는 입담과 유머 개그 로 인기를 끌었다. 2016년땐 오버워치 아프리카 BJ였으며,임품명품, 교복대회,삼행시, 임다를 그려라, 임다를 웃겨라, 임다 성대모사 등등 많은주제의 작은 대회를 주최해 시청자들과 실시간으로 소통을 하며 토크온을 하고, 먹방 컨텐츠를 많이 업로드 했다. 현재 구독자 수는 뒷광고 논란 때문에 147만명으로 급격히 감소하다가 비공개로 전환했다가 다시 복귀해 영상들 일부를 공개 전환하고 구독자를 비공개로 하고 있다가 유튜브의 구독자 비공개 설정이 없어지게 따라서 구독자 수가 공개되었다. 2020년 12월 16일에 복귀하여 현재까지 방송을 하고 있다.

## 논란

### 유튜브 뒷광고 폭로 및 의료법 위반 논란
2020년 8월 8일 유튜브의 모든 영상을 비공개하였고, 아프리카TV 게시판을 삭제했다. 특히 의료와 관련된 광고 때문에 의료법에 의해 처벌받을 수 있다.
2020년 8월 12일에 유튜브에 사과영상이 올라왔다.최근 유튜브 활동을 다시 시작했다.